# Velefique
Velefique – gmina w Hiszpanii, w prowincji Almería, w Andaluzji, o powierzchni 66,35 km². W 2011 roku gmina liczyła 297 mieszkańców.